# 自我揭露
自我揭露是一個人向另一個人透露有關自己的信息的溝通過程。 這些信息可以是描述性的，也可以是評價性的，可以包括想法、感受、抱負、目標、失敗、成功、恐懼和夢想，以及一個人的好惡和喜好。
社會滲透理論（英語：Social penetration theory）認為自我揭露有兩個維度：廣度和深度。 兩者對於發展完全親密的關係都至關重要。 兩個人討論的主題範圍就是披露的廣度。 披露信息的私密性或個人化程度就是披露的深度。 由於廣度更容易獲得，因此在關係中更容易首先擴展廣度； 它由性格和日常生活的外層組成，例如職業和偏好。 深度更難達到，包括痛苦的回憶和我們可能不願與他人分享的更多不尋常的特徵。 一個人最徹底地展示自己，並與我們的配偶和親人討論最廣泛的話題。
自我揭露是親密關係的重要組成部分，沒有它就無法實現。 期望相互和適當的自我披露。 可以通過對成本和回報的分析來評估自我披露，這可以通過社會交換理論進一步解釋。 大多數自我揭露發生在關係發展的早期，但更親密的自我揭露發生在後期。